# Mythimna albivenis
Mythimna albivenis är en fjärilsart som beskrevs av Embrik Strand 1917. Mythimna albivenis ingår i släktet Mythimna och familjen nattflyn. Inga underarter finns listade i Catalogue of Life.